# Nymyrtjärnen (Burträsks socken, Västerbotten, 718516-167424)
Nymyrtjärnen är en sjö i Skellefteå kommun i Västerbotten och ingår i Umeälvens huvudavrinningsområde.